# Cyclaspis rudis
Cyclaspis rudis är en kräftdjursart som beskrevs av Hale 1948. Cyclaspis rudis ingår i släktet Cyclaspis och familjen Bodotriidae. Inga underarter finns listade i Catalogue of Life.